# Heinälahti (sjö i Finland)
Heinälahti är en sjö i Finland.   Den ligger i landskapet Birkaland, i den södra delen av landet, 140 km nordväst om huvudstaden Helsingfors. Heinälahti ligger 91 meter över havet.